# Alborosie
Alberto d'Ascola, conocido como Alborosie (Marsala, Sicilia; 4 de julio de 1977), es un cantante italiano de reggae, que pronto destacó por su virtuosismo en el mundo de la música reggae.

## Historia
Formó varios grupos ya de muy joven, siempre buscando las raíces de la música negra. En 1993 Alborosie forma Reggae National Tickets, banda que no tardó en firmar con BMG Records Italia, y lograr un increíble éxito en ese país, con ventas que superaron los 200.000 discos en el año 2000. Gracias a esta banda, Alborosie toca en festivales como el Rototom Sunsplash 99 y el Sumfest 2000 en Jamaica.
Alborosie ("Al" de Alberto y "borosie" el despectivo con el que lo apodaban en la isla) estaba simplemente enfocando su meteórica carrera internacional. Tras afincarse en Jamaica, comenzó a ayudar en los estudio de grabación de Green Jam.
El cantante cuenta «La isla es muy linda, pero vivir allí es otra historia. No hay dinero y la violencia está a la orden del día. La cultura 'gangsta' es la que manda y el mundo de la música es muy corrupto».[cita requerida]
Luego de vivir siete años en la isla, Alborosie decidió empezar a trabajar en su propia música. Su primer sencillo “Herbalist” llegó a ser el 7 más vendido en Inglaterra. Luego lo siguió “Kingston Town”, con el cual se consagró no solo en Europa si no también en Jamaica. «Tener éxito en Jamaica significa vender 4-5 mil discos. Yo he vendido 12 mil», cuenta orgulloso el artista.[cita requerida]
El 3 de agosto de 2008 edita “Soul Pirate” su primer álbum solista al margen del grupo "Reggae National Tickets", se presenta en edición limitada, publicada en ocasión de su gira europea 2008. El disco tiene una variedad de estilos musicales, pero hizo hincapié en el rubba dub style de los 80's. Algunos de los grandes artistas que colaboraron en este álbum son: Ky-Mani Marley, Luciano Heritage, Morgan Heritage.
El 15 de junio de 2009 sale al mercado su segundo disco titulado "Escape From Babylon". Cuenta con 16 temas, producido por el mismo Alborosie y "C. Specialist’ Dillon" y editado por el sello "Greensleves". Entre los invitados en el disco se encuentran Gramps Morgan, Dennis Brown y I Eye.
En 2010 saca su álbum "Escape from Babylon to the Kingdom of Zion", consta de 18 temas, producido al igual que su anterior álbum por el mismo y "C Specialist' Dillon" y nuevamente editado por "Greensleves". Incluye el tema Steppin out en colaboración con David Hinds.
En el 2011 lanza su nuevo disco titulado "2 Time Revolution", que consta de 15 temas, colaboran Junior Reid, Etana y el Momo Thomas. El disco consta de canciones como "La Revolución" en el cual canta en español, "Rolling Like A Rock", e "International Drama".
En el 2013 lanza su nuevo disco titulado "Alborosie Sound The System", que consta de 16 temas, colaboran Ky-mani Marley, Nina Zilli, Kemar y The Abyssinians. El disco consta de canciones como "Rock the dancehall", "Love is the way", además del hit de su disco "Play fool (to catch wise)".

## Discografía
- Rough Tune (2007)
- Soul Pirate (2008)
- Soul Pirate: European Tour 2008 Limited Edition (2008)
- Escape From Babylon (2009)
- Escape From Babylon to the Kingdom of Zion (2010)
- Kingdom of Zion (EP 2010)
- Alborosie, Specialist & Friends (2010)
- Dub Clash (2010)
- 2 Times Revolution (2011)
- Alborosie Sound The System (2013)
- Dub Of Thrones (2015)
- Freedom & Fyah (2016)
- The Rockers (2016)
- Freedom In Dub (2017)
- Unbreakable: Alborosie Meets The Wailers United (2018)
- Destiny (2023)

.

## Colaboraciones
- Gentleman "Celebration" (Another intensity, 2007)
- Sizzla "Meditation"
- Boom Boom Vibration "Rumors"
- Wendy Rene "Tears (After Laugher)"
- Luciano "Tribal war"
- Lady Ann "Informer"
- Ky-many Marley "Natural Mystic" y "Street"
- Momo Thomas "Amongst Ourselves"
- Quique Neira "Yo Planto"
- Caparezza "Legalize the Premier"
- Etana "Blessings"
- Jah Sun "Ganja Dan"
- Horace Andy "Money"
- Mykal Rose "Calling"
- The Tamlins "Garrison"
- Jah Cure "Life"
- Wiz Khalifa "Still Blazin'"